# Cléopâtre devant César
Cléopâtre devant César est un tableau de Jean-Léon Gérôme.
Le tableau de Gérôme est l'une des premières représentations modernes de Cléopâtre sortant d'un tapis en présence de Jules César, une inexactitude historique mineure née de la traduction d'une scène de la Vie de César de Plutarque (Vies parallèles des hommes illustres) et du glissement sémantique du mot « tapis ».
Considéré comme un exemple classique de l'égyptomanie, l’œuvre a été produite en série par Goupil & Cie, ce qui lui a permis d'atteindre un large public.
La peinture appartient à un collectionneur privé depuis 1990.

## Étude

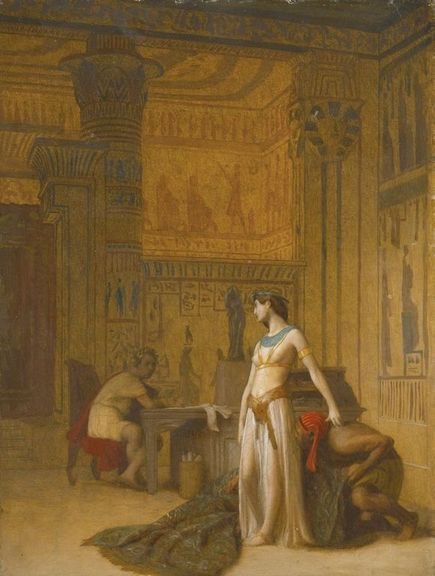
Étude
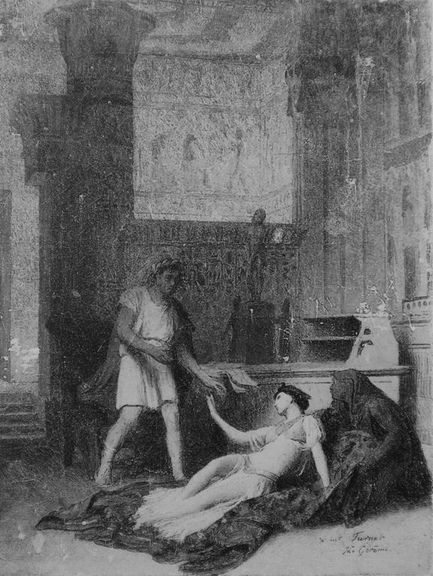
Étude